# Paul Henri Mégnin
Paul Henri Mégnin est un journaliste français, spécialiste du monde agricole et, notamment, de cynotechnie.

## Biographie
Paul Henri Mégnin, né le 29 juin 1868 à Bart (Doubs) et mort le 10 juillet 1952, est le fils de Jean Pierre Mégnin (1828-1905), vétérinaire considéré comme le père de la cynotechnie moderne. Il devient directeur de la Revue cynégétique et canine et de L’Éleveur, journal hebdomadaire illustré, en 1905, à la mort de son père qui a créé ces médias en 1885. 
Il est membre fondateur du syndicat de la Presse militaire. Il est membre du centre des études de liaisons du camp de Satory (section des chiens de guerre).
Il est l'auteur et le co-auteur de nombreux ouvrages, collabore à plusieurs journaux mais principalement au Figaro.

### Action durant la Première Guerre
Jusqu'en 1915, Paul Mégnin est sergent au 11e bataillon de chasseurs alpins dans lequel il exerce les fonctions de directeur de la Société nationale du chien sanitaire.
Du 24 juillet 1915 au 16 avril 1917, il devient directeur du chenil militaire de la 7e Armée. Ensuite, il est détaché au ministère de la Guerre (cabinet du ministre, service des chiens de guerre), du 16 avril 1917 au 30 janvier 1919. Il est affecté, à compter du 28 janvier 1918, au 13e régiment d'artillerie et maintenu dans son détachement au ministère.

### Grades militaires
- Sous-officier : sergent puis adjudant au 11e bataillon de chasseurs alpins
- officier : sous-lieutenant à titre temporaire[9] de l'armée territoriale, sous-lieutenant à titre définitif de l'armée territoriale[10].

### Domaines de compétence
Paul Henri Mégnin s'est bâti une solide réputation par ses connaissances pratiques du comportement animal. Des vétérinaires ont milité pour le voir intervenir dans certains cours de l'école vétérinaire d'Alfort.
- Directeur d'une revue de cynégétique, il s'intéresse à tout ce qui touche à la chasse. Il est propriétaire de chasses sur le territoire de la commune de Sully-sur-Loire où il organise régulièrement des concours [12]. Il est aussi éleveur de chiens de chasse du type pointer-setter[13] qu'il fait souvent concourir.

- Il est parfois requis comme secrétaire général de concours hippiques[14].

- Il est considéré comme l'un des quatre spécialistes français des domaines touchant à l'élevage et au dressage des chiens policiers[15].

- Il s'investit aussi dans l'organisation de concours de dressage[16].

- Son expertise est reconnue également dans l'étude du standard des races canines et ses avis sont sollicités lors des jurys d'expositions canines, des concours canins[11]. Il a ainsi fait partie du jury de l'exposition canine de Laval, le 6 juin 1914, pour la catégorie des chiens de bergers allemands[17] et de l'exposition canine de Rennes, les 27 et 28 juin 1918, pour la catégorie des chiens de garde[18].  Il est l'un des rares membres français du Kennel Club de Londres[19].

## Décorations et récompenses

### Décorations
- Chevalier du Mérite agricole, du 8 mars 1899[20]
- Officier du Mérite agricole, du 13 janvier 1905[20]

- Cité à l’ordre de la 70e brigade[21]

- Médaille militaire à compter du 10 juillet 1917[4]

- Chevalier de la légion d'honneur par décret du 23 décembre 1927[22], rendu sur rapport du ministre de la Guerre, pour prendre rang à compter du 2 février 1928.

### Prix
- Prix de l'Académie Française, pour Les Chiens de France, soldats de la Grande Guerre[23]

- Prix de l'Académie Française, prix Montyon de 500 francs, pour Les quatre saisons du chasseur[24]

## Ouvrages
- Notre ami le chat, J. Rothschild, Paris, 264 p, 1899[25]
- Livre d'or de la santé des animaux domestiques, Bong & Cie, Paris, 56 p, 1905[26]
- Les chiens de France, soldats de la grande guerre, A. Michel, Paris, 314 p, 1920[27]
- avec Achille Malric, Dressage pratique et utile du chien de défense et du chien de garde, Les Éditions de l’Éleveur, Paris, 63 p, 1922[28]
- Le chien de berger d'Alsace, Les Éditions de l’Éleveur, Paris, 47 p, 1920[29]
- Le caniche, son historique, son standard, sa toilette, Les Éditions de l’Éleveur, Paris, 28 p, 1937[30]
- Le chien, son esthétique, son extérieur, Les Éditions de l’Éleveur, Paris, 268 p, 1932[31]
- Les quatre saisons du chasseur, librairie des Champs-Élysées, imprimerie française de l'édition, Paris, 255 p, 1936[32]
- Gibiers rares de France, Delamain & Boutelleau, Paris, 191 p, 1942[33]